# Ancistrocerus epicus
Ancistrocerus epicus är en stekelart som först beskrevs av Edoardo Zavattari 1912.
Ancistrocerus epicus ingår i släktet murargetingar, och familjen Eumenidae. Inga underarter finns listade i Catalogue of Life.